# Alimentació humana

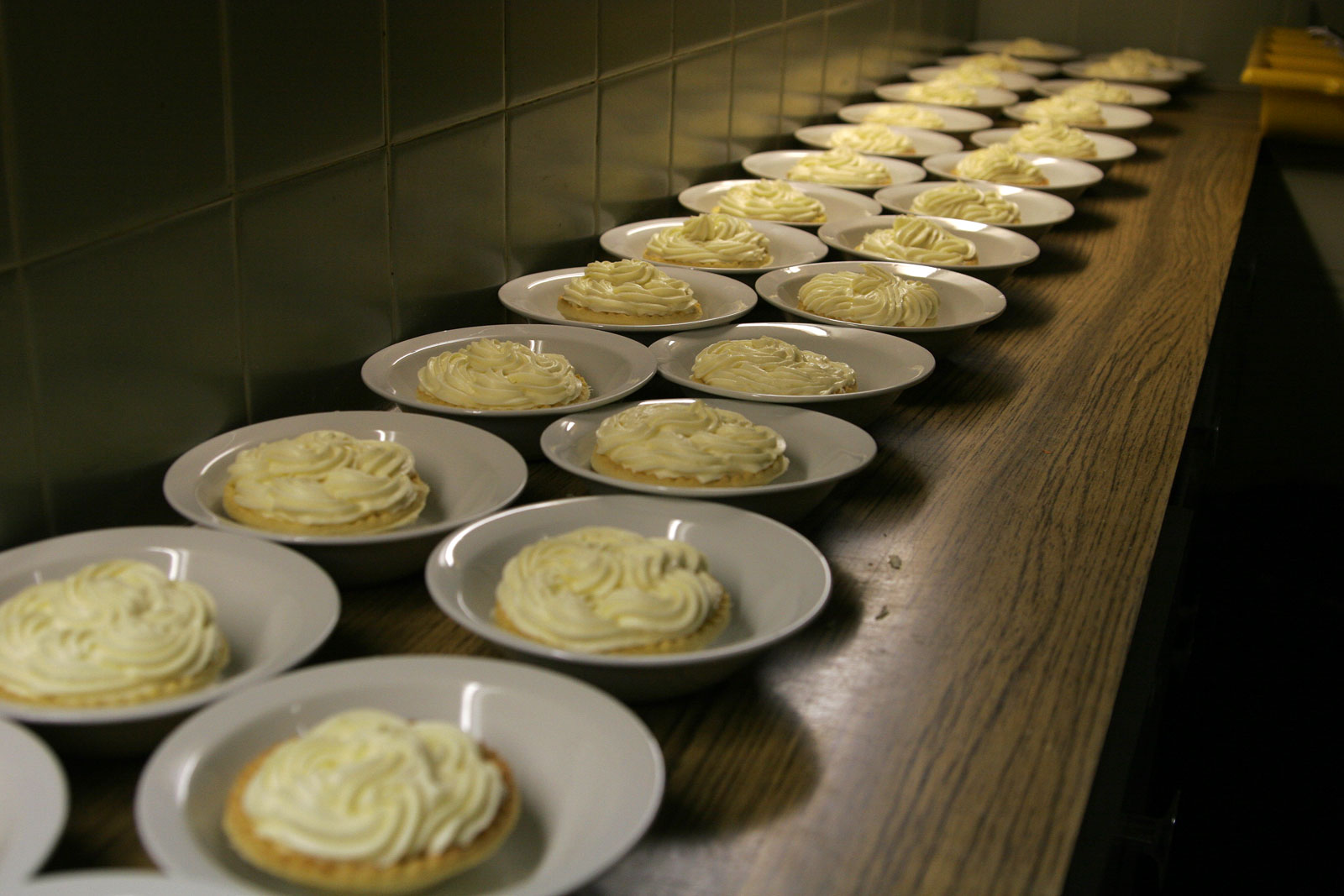
Una de les característiques de l'alimentació humana és la preparació i elaboració, de vegades artística, del menjar; una altra és la producció en massa.

Els éssers humans, igual que la resta dels éssers vius, van necessitar, a més de l'aigua que és vital, una variada i equilibrada alimentació que és fonamental per a la vida. Una dieta correcta ha de contenir quantitats adequades de proteïnes, lípids, glúcids, vitamines i minerals. La base d'una bona nutrició resideix en l'equilibri, la varietat i la moderació de l'alimentació. Però l'alimentació moderna urbana és molt sovint desequilibrada, desestructurada i se sol combinar amb una vida cada vegada més sedentària. Per facilitar un equilibri els organismes sanitaris han proposat les anomenades piràmides d'alimentació saludable.
Ja des de fa 2400 anys, es coneixia la relació entre l'alimentació i la salut: Hipòcrates deia que la nostra alimentació era nostra medicina. És ben sabut, que els factors alimentaris estan associats a malalties com la diabetis mellitus, l'osteoporosi, el sobrepès, l'obesitat, la hipertensió arterial, les malalties cardiovasculars, alguns tipus de càncer i altres més. La ingesta de massa àcids grassos saturats i colesterol pot provocar ateroesclerosi. En contrapartida, en el segle xx es va demostrar el vincle que hi ha entre les manques alimentàries i les malalties greus. Aquestes diferents formes de malnutrició segueixen sent, encara ara, problemes de salut pública.

## Consum energètic
El metabolisme basal consumeix aproximadament (segons l'edat, el sexe, el pes, etc. de cada persona) d'uns 65 a 85 Watts, és a dir, unes 0,062 calories per centímetre quadrat i minut. Una persona adulta, caminant lentament, ja passa a consumir uns 200 W, i si camina ràpidament aquest consum es duplica.
El consum energètic ideal seria aquell corresponent al consum alimentari menys una petita porció de reserva per a casos excepcionals i imprevistos. Un home adult d'un país desenvolupat consumeix, de mitjana, unes tres mil quilocalories diàries, però aquesta mitjana puja a les 3.900 en climes freds. Al món, s'estableix que el consum mitjà de calories d'un home adult que té una activitat moderada és d'unes 2.400 quilocalories diàries.

## Rendiment energètic
L'alimentació humana destaca des del punt de vista energètic pel seu baix rendiment global, prop del 0,01%, quan aquesta es basa únicament en carn, metre que aquest és més elevat, al voltant de 0,03%, amb una alimentació omnívora, amb un 27% d'energia provinent de carn i la resta de vegetals.
El motiu és que en cada transformació energètica es perd energia. Així, els vegetals només aconsegueixen de l'ordre d'un 1% de l'energia que els arriba del sol. D'aquesta, els animals i humans només en podran aprofitar de l'ordre d'un 10% a l'alimentació, però si l'humà (o altre animal) menja un altre animal, només hi aprofita el 10% del 10% que l'animal havia aconseguit, és a dir un 1%. És a dir, que, simplificant molt, en un vegetal hom aconsegueix el 10% d'un 1%, això és un 0,1%; mentre que dels animals aconsegueix un 10% d'un 10% d'un 1%, és a dir deu vegades menys, un 0,01%. Les transformacions industrials (precuinats, etc.) disminueixen considerablement els rendiments.